# Dollaro confederato
Il dollaro confederato (CSA$), suddiviso in 100 cent è stata la valuta degli Stati Confederati d'America al tempo della guerra di secessione statunitense.
All'inizio della guerra di secessione continuarono ad essere usate banconote e monete degli Stati Uniti d'America. Verso la fine della guerra, con la svalutazione del dollaro confederato, ebbero maggior preferenza le monete d'oro francesi, inglesi e messicane.
Il Sud dipendeva primariamente dalla valuta cartacea per finanziare la guerra. Ne risultò che l'inflazione colpiva il Sud sempre di più, a meno che le valute non fossero coniate in argento o in oro. Le banconote furono stampate dal 1861 al 1864. Nel 1861, quando il dollaro confederato fu introdotto, valeva 95 cents del dollaro USA. Nel 1863 veniva scambiata a soli 33 cents per dollaro. Il 9 aprile 1865, alla fine della guerra, un dollaro confederato veniva scambiato a soli 1,6 cents per dollaro. Il 1º maggio 1865 le banconote in dollari confederati furono vendute in pacchi da 1.200 banconote per $1 USA.
Durante la guerra circolò più di un miliardo di dollari confederati, ma allo stesso tempo ne circolava almeno un altro miliardo e mezzo in banconote contraffatte. Il Nord incoraggiava e promuoveva la contraffazione della valuta confederata, per diminuirne il valore.

## Banconote
Le banconote confederate erano stampate in color grigioazzurro ed ebbero il soprannome di bluebacks ("fondi azzurri"). Erano disponibili nei tagli da 5 cent, 10 cent, 15 cent, 25 cent, 50 cent, $1, $1,75, $2, $3, $5, $10, $20, $50 e $100. Le banconote da $10 erano le più diffuse.
Nella miriade di scene illustranti il lavoro degli schiavi sulle banconote del Sud troviamo le seguenti categorie: 
- Individui con cotone,
- Individui con compiti vari,
- Scene campestri,
- Scene di stile,
- Piantagioni di zucchero,
- Trasporti.

Nelle immagini alcuni esempi di banconote confederate:

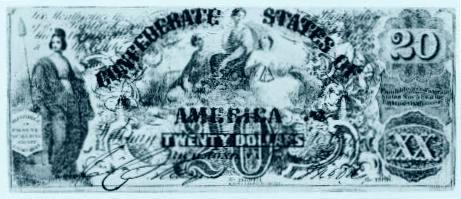
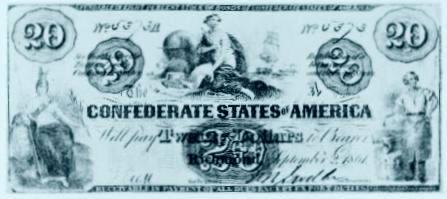
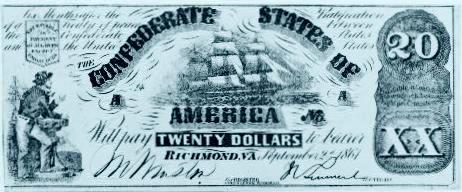

### Monete
La Confederazione coniò monete, ma esse erano molto rare. Furono coniati pennies di prova (rame o argento, 1861), monete da mezzo dollaro (argento, 1861) e da 5 dollari.

### Valori postali

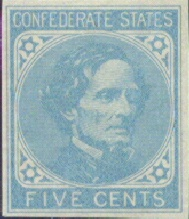
Un francobollo da 5 Cents recante l'effigie del presidente Jefferson Davis

La Confederazione emise anche valori postali.